# Óscar Jiménez
Óscar Francisco Jiménez Fabela (ur. 12 października 1988 w Chihuahua) – meksykański piłkarz występujący na pozycji bramkarza, od 2024 roku zawodnik Leónu.

## Kariera klubowa
Jiménez jest wychowankiem klubu Indios de Ciudad Juárez, do którego seniorskiej drużyny został włączony w wieku około dwudziestu lat, jednak nie potrafił się przebić do pierwszego składu – w najlepszym razie pozostawał trzecim golkiperem zespołu i występował wyłącznie w trzecioligowych i drugoligowych rezerwach – odpowiednio CF Indios i Indios de Chihuahua. Na koniec rozgrywek 2009/2010 spadł z Indios do drugiej ligi meksykańskiej, bezpośrednio po tym odchodząc do zespołu Lobos BUAP z siedzibą w mieście Puebla, również grającego na zapleczu najwyższej klasy rozgrywkowej. Tam przez pierwsze półtora roku również pełnił wyłącznie rolę rezerwowego, lecz w marcu 2012 wywalczył sobie pewną pozycję między słupkami i w tym samym, wiosennym sezonie Clausura 2012 dotarł ze swoim klubem do finału rozgrywek Liga de Ascenso. Ogółem barwy Lobos reprezentował przez trzy lata, bezskutecznie walcząc o promocję do pierwszej ligi.
Latem 2013 Jiménez został piłkarzem pierwszoligowej drużyny Chiapas FC z siedzibą w Tuxtla Gutiérrez, w której barwach zadebiutował w Liga MX za kadencji szkoleniowca Sergio Bueno, 9 sierpnia 2013 w zremisowanym 1:1 spotkaniu z Querétaro.
| Sezon     | Klub                    | Kraj   | Rozgrywki        | Mecze | Bramki |
| --------- | ----------------------- | ------ | ---------------- | ----- | ------ |
| 2007/2008 | CF Indios               | Meksyk | Segunda División | 7     | 0      |
| 2008/2009 | CF Indios               | Meksyk | Segunda División | 17    | 0      |
| 2008/2009 | Indios Chihuahua        | Meksyk | Ascenso MX       | 1     | 0      |
| 2009/2010 | Indios de Ciudad Juárez | Meksyk | Liga MX          | 0     | 0      |
| 2010/2011 | Lobos BUAP              | Meksyk | Ascenso MX       | 6     | 0      |
| 2011/2012 | Lobos BUAP              | Meksyk | Ascenso MX       | 13    | 0      |
| 2012/2013 | Lobos BUAP              | Meksyk | Ascenso MX       | 26    | 0      |
| 2013/2014 | Chiapas FC              | Meksyk | Liga MX          | 14    | 0      |
| 2014/2015 | Chiapas FC              | Meksyk | Liga MX          | 23    | 0      |
| 2015/2016 | Chiapas FC              | Meksyk | Liga MX          | 22    | 0      |
| 2016/2017 | Chiapas FC              | Meksyk | Liga MX          |       |        |